# Trevor Kydd
Trevor Willard Kydd, född 6 juli 1938 på Trinidad och Tobago och sedan 1964 bosatt i Lund i Sverige, är en musiker som främst blivit känd för instrumentet steel pan, "oljefat" eller "bensinfat".
Trevor Kydd växte upp med steel pan-musiken på Trinidad, men när han kom till Sverige hade han själv aldrig spelat på oljefat. Han utbildade sig till kantor i Lund. 1971 startade han Sweet Pan Steel Band, troligen Skandinaviens första steelband, tillsammans med fyra andra musiker som också kommit från Trinidad. Han hade då själv tillverkat 15 instrument av bensinfat, stämda i olika tonarter. Premiär inför publik skedde i TV2:s program Kvällsöppet, 19 november 1971. 
Bandet upplöstes 1977 men återuppstod 1984, nu huvudsakligen med svenskfödda musiker. Under de följande decennierna spelade bandet i kyrkor och på festivaler och karnevaler. Repertoaren har varit bred; calypso, reggae, jazz och klassisk musik. 
Trevor Kydd har samtidigt arbetat som musiklärare på olika skolor runt om i Skåne, bland annat som vikarie på Spyken i Lund.[källa behövs]
1974 fick Trevor Kydd motta Lunds stads kulturstipendium och 1986 fick bandet stöd från Statens kulturråd. Kydd har även fått en utmärkelse från Trinidads ambassad i London för att ha introducerat steel pan i Sverige.

## Diskografi
- Karnevalsmusik (1980). - Utgivning: Reportage. Musikon - svensk musik på vinyl, läst 2017-07-26
- Trevor Kydd och Sweet Pan (2002). Svensk mediedatabas 001549417